# Cultura de Mato Grosso

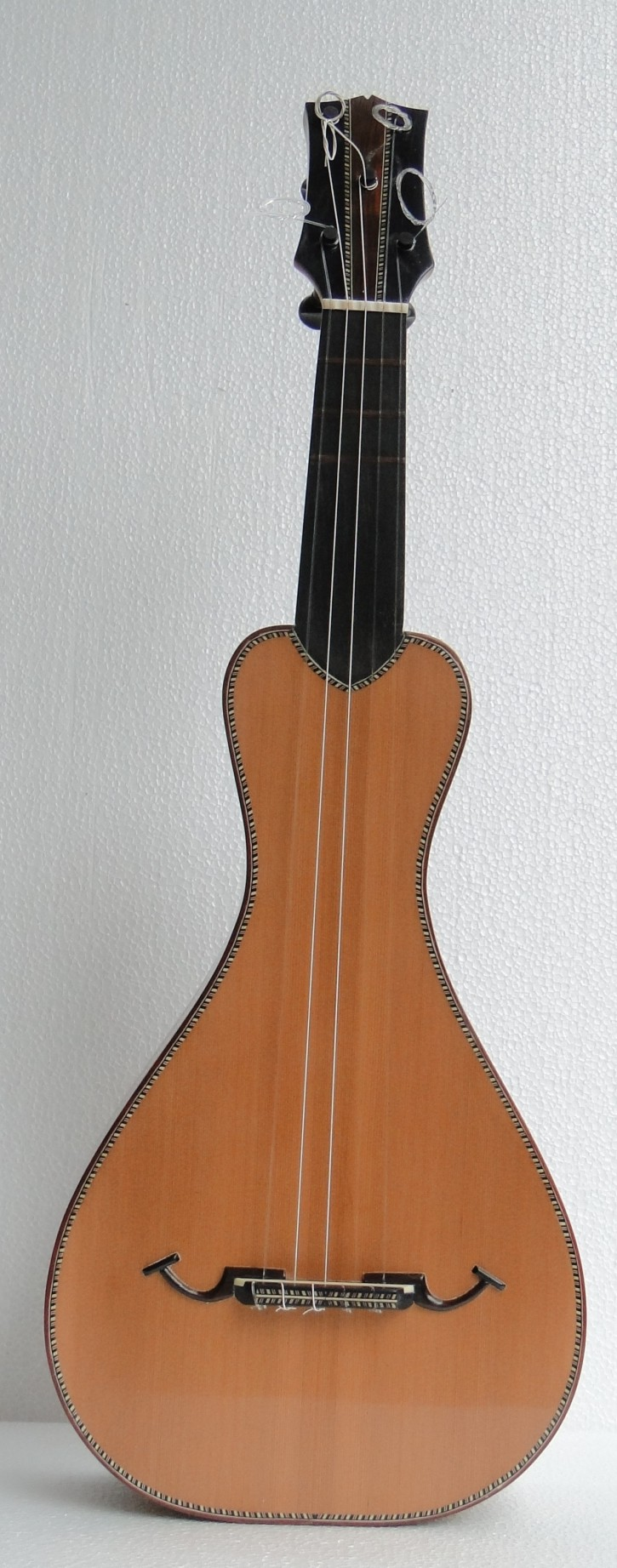
A Viola de Cocho, um dos símbolos tradicionais da Cultura de Mato Grosso.

A Cultura de Mato Grosso tem influências variadas de origem africana, portuguesa, espanhola, indígenas e chiquitana. Estas variações ganham expressão em danças, cantos e festivais folclóricos em diferentes localidades e regiões do estado. É certo que as raízes culturais mato-grossenses refletem as influências dos que aqui aportaram.

## Expressões culturais

### Música, Dança e Festividades
Talvez as mais conhecidas entre as manifestações culturais de Mato Grosso sejam o Cururu, uma espécie de desafio de rimas de origem religiosa, e o Siriri, dança acompanhada de cantoria.
A Viola de Cocho é um instrumento musical rudimentar típico da Bacia do Alto Paraguai, produzida por mestres artesãos, violeiros e cururueiros. Praticamente desconhecida no Brasil, a viola de cocho já muito aplaudida mundo afora.
Outra expressão cultural é o Boi-à-Serra, alegoria sobre a valentia dos Bois. Inicia-se sob o som do Bombo, o Surdo, a Caixa, o Tarol, o Chocalho e os instrumentos de Sopro. Para formar a estrutura ou simbolo do evento utilizam-se das varas de marmelo, mel de pomba e babaçu, cipó ou arame, pregos, carcaça de cabeça de boi, o chitão, lençol ou cobertor para a “farra” dos Chamadores do Boi (tocadores), do Toreador, o Mascarado, a Ema, o Cabeça-de-apá e a Mãe do Morro, figuras que acompanham o Boi-à-Serra.
O rasqueado cuiabano é a música popular mato-grossense que tem as suas origens nos ritmos que formaram a música popular brasileira. O rasqueado é formado por três ritmos que estão na base da formação do povo brasileiro, ou seja, o negro, o índio e o europeu. Os instrumentos utilizados na execução do tradicional rasqueado são o ganzá, o mocho ou adufo (espécie de tambor em forma de banquinho), o violinofone e a imprescindível viola-de-cocho. Porém hoje em dia , novos instrumentos, principalmente os eletrônicos, são empregados por bandas ditas da região urbana.
O lambadão cuiabano (também conhecido simplesmente como lambadão) é um estilo de música e dança característico da baixada cuiabana, especialmente nos municípios de Cuiabá e Várzea Grande. Trata-se de um ritmo rápido derivado da junção da lambada e do carimbó do Pará, que se tornou um ritmo característico da periferia cuiabana e várzea-grandense. Em 2009, foi promovido o Primeiro Festival de Lambadão de Cuiabá com as principais bandas de lambadão como Scort Som, Real Som, Banda Ellus e muitas outras.

### Culinária
A culinária mato grossense, uma das mais tradicionais do Centro-Oeste é rica em variedades devido as influências indígena, africana, árabe e europeia. Usa-se ingredientes típicos da região além de frutas como o o pequi e a banana-da-terra. O peixe é um alimento farto considerado principal na mesa dos ribeirinhos, pode ser preparado de várias maneiras como frito, assado, ou ensopado, recheado com farinha de mandioca ou servido com pedaços de mandioca. Os prinicpais servidos são: o Pacú, a piraputanga, o bagre, o dourado, a cachara, a jurupoca, o pacupeva, o pintado, etc. 

### Artesanato
Dentre as expressões artísticas do artesanato do Mato Grosso está a tradicional arte da Cerâmica de São Gonçalo Beira Rio, herdeira dos indígenas que viviam às margens do rio Cuiabá.

## Linguajar
Mato Grosso não tem uma "fala própria". O sotaque é influenciado por gaúchos, mineiros, paulistas, portugueses, negros, índios e espanhóis. Em lugares como Sorriso, Lucas do Rio Verde e Sinop o acento do sul fica mais evidente.
No entanto, o cuiabano é o sotaque mais marcado da língua portuguesa. Com expressões próprias como “vôte” e “sem-graceira” esse falar se mistura com uma entonação diferente, como a desnasalização no final de algumas palavras.
Antônio de Arruda descreveu algumas expressões idiomáticas que são verificadas num glossário do Linguajar Cuiabano:
- É mato - abundante.
- Embromador - tapeador.
- Fuxico - mexerico.
- Fuzuê - confusão, bagunça.
- Gandaia - cair na farra, adotar atitude suspeita.
- Ladino - esperto, inteligente.
- Molóide - fraco.
- Muxirum - mutirão.
- Pau-rodado - pessoa de fora que passa a residir na cidade.
- Perrengue - molóide, fraco.
- Pinchar - jogar fora.
- Quebra torto - desjejum reforçado.
- Ressabiado - desconfiado.
- Sapear - assistir do lado de fora.
- Taludo - crescido desenvolvido fisicamente.
- Trens - objetos, coisas.
- Vôte! - Deus me livre